# Kodeks 0163
Kodeks 0163 (Gregory-Aland no. 0163; Soden α 1071) – grecki kodeks uncjalny Nowego Testamentu na pergaminie, paleograficznie datowany na V wiek. Rękopis przechowywany jest w Chicago.

## Opis
Do dziś zachowała się jedna karta kodeksu (12 na 8,5 cm) z tekstem Apokalipsy św. Jana (16,7-20).
Tekst pisany jest jedną kolumną na stronę, w 17 linijkach w kolumnie.

## Tekst
Tekst kodeksu reprezentuje aleksandryjską tradycję tekstualną. Kurt Aland zaklasyfikował go do kategorii III. Zachowany fragment jest zgodny z Kodeksem Aleksandryjskim.

## Historia
Kodeks datowany jest na V wiek.
Rękopis został odkryty w Al-Bashnasa. Tekst rękopisu opublikowali jego odkrywcy, Grenfell i Hunt, w 1908 roku, dając mu numer 848.
Rękopis jest przechowywany w University of Chicago Oriental Institute (9351) (P. Oxy 848) w Chicago.